# Левицкий, Юрий Анатольевич
Ю́рий Анато́льевич Леви́цкий (10 марта 1931, Пермь — 21 ноября 2019, там же) — советский и российский лингвист, доктор филологических наук, профессор кафедры теоретического и прикладного языкознания Пермского государственного университета и кафедры общего языкознания Пермского педагогического университета, заведующий кафедрой немецкой филологии (1973—1974) и кафедрой немецкого, французского и латинского языков (1975—1985) филологического факультета Пермского университета.

## Биография
По окончании средней школы в 1949 году поступил на факультет иностранных языков Молотовского педагогического института, окончил его в 1953 году по специальности «английский язык». До 1957 года преподавал в средней школе, затем работал переводчиком технической информации и инженером ОКБ различных предприятий. Заочно окончил Северо-Западный политехнический институт в Ленинграде по специальности «Радиотехника» (1963).
С 1963 по 1966 год работал ассистентом на кафедре английского языка филологического факультета Пермского государственного университета, в 1966 году поступил в аспирантуру при кафедре общего языкознания филологического факультета МГУ. Ученик Р. А. Будагова, Ю. В. Рождественского и Ю. С. Степанова.
С 1969 по 1974 год — старший преподаватель кафедры романо-германской филологии филологического факультета Пермского университета. В этот период открытие новых направлений в специализации студентов романо-германского отделения во многом связано с Ю. А. Левицким. 27 марта 1970 года защитил в МГУ кандидатскую диссертацию «Некоторые вопросы теории актуализации (функции слов-указателей)».
С 1973 по 1974 год — заведующий кафедрой немецкой филологии филологического факультета ПГУ; с января 1975 по 1985 год — заведующий кафедрой немецкого, французского и латинского языков. В 1977 году прошёл стажировку на летних курсах немецкого языка при Гумбольдтовском университете в Берлине. С 22 марта 1978 года — доцент.
С 1985 по 1999 год работал на кафедре кафедры английской филологии Пермского государственного педагогического университета. 26 июня 1987 года защитил в МГУ докторскую диссертацию «Сочинение в синтаксической системе языка». С 4 ноября 1989 года — профессор.
С 1993 года — профессор кафедры общего и славянского языкознания Пермского университета, с 1999 года — профессор кафедры общего языкознания ПГПУ.
Был женат на лингвисте Римме Михайловне Корнеевской, дочери известных пермских медиков. Сын — кардиолог Михаил Корнеевский (1958—2020).

## Научная деятельность
Разработка проблем общего синтаксиса, семантики и семиотики, теории альтернативных грамматик, исследование вопросов истории лингвистики.
Автор около 200 научных публикаций, в том числе свыше 40 учебных пособий лингвистической тематики, лидер научного направления «История и теория языкознания» в ПГНИУ.

## Награды
Нагрудный знак «Почётный работник высшего профессионального образования Российской Федерации» (2006).

## Избранные научные труды
1. Общее языкознание: учеб. пособие. Изд. 4-е. М., 2009. 266 с.
2. Исторические открытия в лингвистике // Вестник Удмуртского университета. История и филология. 2009. Вып. 1. С. 98-106.
3. Проблемы лингвистической семантики: учеб. пособие. Изд. 2-е. М., 2009. 160 с.
4. Использование однословных высказываний при переводе // Дискурс, концепт, жанр: коллективная монография. Нижний Тагил, 2009. С. 400—408. Соавт. К. А. Клочко.
5. Из истории формализации семантики // Филологические заметки: межд. сб. науч. тр. Пермь-Скопье-Любляна-Загреб, 2009. Вып. 7, ч. 1. С. 60-70.
6. История лингвистических учений: учеб. пособие. М.: Высшая школа, 2009. 302 с. Соавт. Н. В. Боронникова.
7. Тема бесов в праславянской культуре // Лингвисты шутят: хрестоматия. М., 2009. С.74-79.
8. Морфология английского языка: учеб. пособие. Изд. 2-е. М., 2010. 136 с.
9. Альтернативные грамматики: учеб. пособие. Изд. 2-е. доп. М., 2010. 176 с.
10. Вторая коммуникация: к постановке вопроса // http://philologicalstudies.org/dokumenti/2010/vol1/1/Levickij.pdf [электронный ресурс; проверено 07.11.11].
11. Синтаксис английского языка: учеб. пособие. М., 2010. 168 с.
12. Наши грамматики // Грамматика разноструктурных языков: сб. ст. к юбилею профессора Виктора Юрьевича Копрова. Воронеж, 2011. С. 222—228.
13. К вопросу о второй коммуникации // Проблемы социо- и психолингвистики: сб. ст. / отв. ред. Е. В. Ерофеева; Перм. гос. нац. ун-т. Пермь, 2011. Вып. 15: Пермская социопсихолингвистическая школа: идеи трех поколений: К 70-летию Аллы Соломоновны Штерн. C. 159—167.
14. Проблемы продуцирования высказывания // Вопросы лингвистики, педагогики и методики преподавания иностранных языков. Ижевск, 2011. С. 122—141.
15. Письмо и лингвистика // Дискурс, культура, ментальность. Серия «Язык и дискурс». Н. Тагил, 2011. Вып. 3. С. 226—232.
16. О полноте предложения // Текст в филологических исследованиях: Межвузовский сборник научных трудов. Пермь, 2011. С. 95-104.
17. Основы теории синтаксиса: учеб. Пособие. Саарбрюккен, 2011. 619 с.
18. Актуальные проблемы лингвистики: монография. Саарбрюккен, 2012. 252 с.
19. Представление, понятие, концепт // Человек и язык: К юбилею Тамары Ивановны Ерофеевой. Пермь, 2012, с. 16-44.
20. О валентности глагольных форм // Дискурс, социум, креативность: Коллективная монография. Нижний Тагил, 2012. С. 310—223.
21. Гюстав Гийом и понятие второй коммуникации // Вопросы лингвистики, педагогики и методики преподавания иностранных языков. Ижевск, 2013, с. 73-96.
22. О лингвистике: сборник статей. М. 2013.502 с.
23. Морфология английского языка. М. 2013. 176 с.